# Urządzenie reklamowe
Urządzenie reklamowe – przedmiot materialny przeznaczony lub służący ekspozycji reklamy wraz z jego elementami konstrukcyjnymi i zamocowaniami, inny niż tablica reklamowa.